# Dino Dvornik
Dino Dvornik właśc. Miljenko "Dino" Dvornik (ur. 20 sierpnia 1964 w Splicie, zm. 7 września 2008 w Zagrzebiu) – chorwacki piosenkarz, aktor, muzyk i autor tekstów.

## Życiorys
Syn aktora Borisa Dvornika i Diany Tomić. W latach 70. występował w duecie ze swoim bratem Deanem w programach jugosłowiańskiej telewizji. Razem założyli zespół Kineski zid, jeden z pierwszych grających w Jugosławii muzykę funk. Zespół szybko się rozpadł, ale umożliwił Dvornikowi rozpoczęcie kariery solowej. Pod scenicznym pseudonimem Dino stał się jednym z najbardziej rozpoznawalnych artystów w Splicie. W 1988 wydał swój pierwszy album solowy Dino Dvornik.
Rozwój jego kariery spowolnił wybuch wojny w Chorwacji. Kolejne dwa albumy nie wzbudziły większego zainteresowania. W połowie lat 90. Dvornik zafascynował się muzyką house. W 1995 zdobył główną nagrodę na Festiwalu Muzycznym w Splicie za wykonanie utworu Ništa kontra Splita. Płyta Enfant Terrible wydana w 1997 okazała się największym sukcesem wokalisty i przyniosła mu kilka Porinów - prestiżowych chorwackich nagród muzycznych. W tym czasie współpracował z chorwacką pieśniarką Josipą Lisac i z Rambo Amadeusem.
Przez lata zmagał się z uzależnieniem od narkotyków. W filmie Cudowna noc w Splicie zagrał sam siebie - uzależnionego piosenkarza. W 2008 Dvornik pracował nad nowym albumem Pandorina kutija (Puszka Pandory). Latem ukazał się pierwszy singiel Hipnotiziran zapowiadający album. Wokalista nie doczekał jego premiery - 7 września 2008 zmarł w swoim łóżku. Przyczyną śmierci było przedawkowanie leków antydepresyjnych i przeciwbólowych. Ciało artysty skremowano, a prochy pochowano 10 września 2008 w kolumbarium na cmentarzu Mirogoj w Zagrzebiu.

## Życie prywatne
W sierpniu 1989 Dino Dvornik ożenił się z Danijelą Kuljiš, z którą ma córkę Ellę. W 2006 wraz z żoną i córką wystąpił w chorwackim reality show Dvornikovi, wzorowanym na programie o rodzinie Osbournów.

## Dyskografia

### Albumy studyjne
- 1989: Dino Dvornik
- 1990: Kreativni nered
- 1993: Priroda i društvo
- 1997: Enfant terrible
- 1999: Big Mamma
- 2002: Svicky
- 2008: Pandorina kutija
- 2010: Pandorina kutija (Special Edition)

### Albumy koncertowe
- 1994: Live In Munich

### Kompilacje
- 1998: The Best of: Vidi ove pisme
- 2009: Dino Dvornik The Ultimate Collection

## Role filmowe
- 1984: Jedan cijeli ljudski vijek
- 1990: Ljubav je hleb sa devet kora
- 2004: Cudowna noc w Splicie jako on sam